# Lev Leshenko
Lev Valerianovich Leshenko (en ruso: Лев Валерьянович Лещенко; Moscú, Unión Soviética, 1 de febrero de 1942), es un cantante ruso. En 1983 fue nombrado Artista del Pueblo de la República Socialista Federativa Soviética de Rusia.

## Biografía
En 1964, Leshenko fue admitido en el Instituto Ruso de Arte Teatral. Conoció la gloria nacional al cantar la canción Den Pobedy (en ruso: День Победы) en la década de 1970. Leshenko ganó el primer premio en el Festival Internacional de la Canción de Sopot, en 1972. Ha sido presentador de televisión desde 1978, ha presentado el programa musical Spoemte, Druzia (en ruso: Споёмте, друзья). Leshenko ha enseñado en la Escuela Estatal de Música Gnessin. En la ceremonia de clausura de los Juegos Olímpicos de Moscú de 1980, Lev Leshenko cantó la canción "Adiós, Moscú" (en ruso: До свидания, Москва) cuando la mascota de los juegos, un oso llamado "Misha", se elevó hacia el cielo mediante unos globos cautivos, frente a los espectadores que estaban presentes en el estadio. El 1 de febrero de 2012, con motivo de su 70 cumpleaños, Lev ofreció un concierto de gala en la sala Crocus City Hall en Krasnogorsk, donde recibió el homenaje de Svetlana Medvédeva, la esposa del ex-presidente ruso Dmitri Medvédev.

## Premios y distinciones
- Ganador del Festival Internacional de la Canción de Sopot (1972).
- Artista de Honor de la República Socialista Federativa Soviética de Rusia (1977).
- Premio Lenin Komsomol (1978).
- Orden de la Amistad de los Pueblos (1980).
- Artista del Pueblo de la República Socialista Federativa Soviética de Rusia (1983).
- Orden de la Insignia de Honor (1989).
- Orden al Mérito por la Patria de Cuarta Clase (2002).
- Orden al Mérito por la Patria de Tercera Clase (2007).
- Premio del Servicio Federal de Seguridad de la Federación Rusa (2008).
- Gramófono de Oro; premio especial por su contribución a la música nacional (2009).
- Artista del Pueblo de la República de Osetia del Sur (2010).
- Orden de la Amistad de Kazajistán (2011).
- Ciudadano honorífico de la región de Kursk (2012).
- Premio especial del Presidente de Bielorrusia (2012).
- Orden al Mérito por la Patria de Segunda Clase (2012).
- Artista de Honor de la República de Transnistria (2015).
- Artista del Pueblo de la República de Osetia del Norte-Alania (2015).
- Premio del XI Festival "Katyusha" de las Fuerzas Armadas de la Federación Rusa (2016).
- Premio del Ministerio de Defensa de la Federación Rusa en el campo de la cultura y el arte (2017).
- Orden al Mérito por la Patria de Primera Clase (2017).